# Polnischer Eishockeypokal 2013/14
Der Polnische Eishockeypokal der Saison 2013/14 (poln. Puchar Polski Hokeja na Lodzie) war die Austragung des Polnischen Eishockeypokals. Die Veranstaltung wurde vom Polnischen Eishockeyverband organisiert. Der Siegerclub aus Krakau stand zum ersten Male im Finale und konnte sich den Titel gegen den KH Ciarko PBS Bank Sanok holen, der zudem auf heimischem Eis spielte.

## Teilnehmer und Modus
An der Austragung des Pokals im Jahre 2013 nahmen alle neun Mannschaften der aktuellen Eishockeyliga teil. Im Rahmen der Liga ergaben sich die Halbfinalteilnehmer. Über die Teilnahme am Finalturnier entschied die Platzierung der Mannschaften nach den ersten beiden Durchgängen der Meisterschaft, also nach dem 16. Spieltag. Danach spielte die Mannschaft auf dem 1. Platz gegen den zu der Zeit Vierten und der Zweite gegen den Dritten.

## Erste Runde
Stand nach den ersten beiden Runden der regulären Spielzeit. Ab Platz 5 fiktiv.
|    | Klub                     | Sp | S | OTS | SOS | SON | OTN | N | Tore | Punkte |
| -- | ------------------------ | -- | - | --- | --- | --- | --- | - | ---- | ------ |
| 1. | KH Ciarko PBS Bank Sanok | 16 |   |     |     |     |     |   |      |        |
| 2. | GKS Tychy                | 16 |   |     |     |     |     |   |      |        |
| 3. | ComArch Cracovia         | 16 |   |     |     |     |     |   |      |        |
| 4. | KTH Krynica              | 16 |   |     |     |     |     |   |      |        |
| 5. | Aksam Unia Oświęcim      | 16 |   |     |     |     |     |   |      |        |
| 6. | JKH GKS Jastrzębie Hawks | 16 |   |     |     |     |     |   |      |        |
| 7. | GKS Katowice             | 16 |   |     |     |     |     |   |      |        |
| 8. | Polonia Bytom            | 16 |   |     |     |     |     |   |      |        |
| 9. | Podhale Nowy Targ        | 16 |   |     |     |     |     |   |      |        |

Sp = Spiele, S = Siege, N = Niederlagen, OTS = Overtime-Siege, OTN = Overtime-Niederlage, SOS = Penalty-Siege, SON = Penalty-Niederlage

## Finalturnier
Die Halbfinalspiele und das Finale wurden in einer Endrunde in der Arena in Sanok an zwei Tagen ausgespielt. Ein Spiel um Platz 3 fand nicht statt. Die Spiele des Finalturniers wurden vom polnischen Fernsehsender TVP Sport übertragen.

### Halbfinale
| 28. Dezember 2013 15:30 Uhr | Ciarko PBS Bank KH Sanok | 7:1 (4:0, 1:1, 2:0) Spielbericht | 1928 KTH Krynica | Arena Sanok, Sanok Zuschauer: 3000 |

| 28. Dezember 2013 19:00 Uhr | GKS Tychy | 3:4 n. V. (1:1, 0:1, 2:1, 0:1) Spielbericht | ComArch Cracovia | Arena Sanok, Sanok Zuschauer: 1500 |

### Finale
| 29. Dezember 2013 18:00 Uhr | Ciarko PBS Bank KH Sanok | 3:4 n. V. (1:2, 1:0, 1:1, 0:1) Spielbericht | ComArch Cracovia | Arena Sanok, Sanok Zuschauer: 3100 |